# آدام دیوانه
آدام دیوانه (به انگلیسی: MaddAddam) نام رمانی پادآرمان‌شهری اثر مارگارت اتوود نویسنده کانادایی است که در ۲۹ اوت ۲۰۱۳ منتشر شد. این رمان سه‌گانه ای که با رمان اوریکس و کریک در سال ۲۰۰۳ شروع و با رمان سال سیلاب در سال ۲۰۰۹ ادامه یافت را به پایان می‌رساند. در حالی که طرح رمان‌های قبلی در یک خط زمانی موازی قرار داشت، آدام دیوانه ادامه هر دو کتاب پیشین است.
این رمان در پی همان فاجعه بیولوژیکی به تصویر کشیده شده در رمان‌های قبلی سه‌گانه، داستان برخی از شخصیت‌های مشابه را ادامه می‌دهد.